# Huabiao Film Award
De Huabiao Film Award(s) (Chinees: 华表奖, ook wel afgekort tot de Huabiao Award(s), is een jaarlijkse prijs met bijbehorende ceremonie voor Chinese films. De prijs is genoemd naar de huabiao's, pilaren uit de traditionele Chinese architectuur met vleugels. De prijzen werden voor het eerst uitgereikt in 1957 onder de naam (vertaald) Ministerie van Cultuur Uitstekende Film Prijzen. Tussen 1958 en 1979 werden geen prijzen uitgereikt en sinds 1994 gebeurt dat onder de huidige naam. De ceremonie voor de prijs die als meest prestigieuze van de overheid geldt, wordt gehouden in Peking. Samen met de Golden Rooster Awards en Hundred Flowers Awards is het bekend als de top 3 van Chinese prijzenfestivals. Prijzen worden vaak aan meerdere winnaars in één categorie toegekend.

## Categorieën
- Beste film
- Beste producer
- Beste regisseur
- Beste scriptschrijver
- Beste acteur
- Beste actrice
- Beste nieuwe acteur
- Beste nieuwe actrice
- Beste animatiefilm
- Beste documentaire